# 5555 Wimberly
5555 Wimberly (1986 VF5) là một tiểu hành tinh vành đai chính được phát hiện ngày 5 tháng 11 năm 1985 bởi E. Bowell ở trạm Anderson Mesa thuộc Đài thiên văn Lowell.